# Clément Dorlia
Albert Émile Clément Dorlia (* 7. Dezember 1870 in Paris; † 23. Januar 1942 ebenda) war ein französischer Ruderer.

## Werdegang
Clément Dorlia wurde 1894 Europameister im Vierer mit Steuermann und Achter. Des Weiteren konnte er sich auch 1898 zusammen mit Lucien Martinet den Europameistertitel im Zweier ohne Steuermann sichern. Bei den Olympischen Sommerspielen 1900 in Paris startete er in den Disziplinen Vierer mit Steuermann und Achter. Beide Male schied er mit seinem Boot vom Société Nautique de la Marne im Vorlauf aus.